# Gerhard Schilfert
Gerhard Schilfert (* 23. September 1917 in Königsberg; † 25. November 2001 in Berlin) war ein Neuzeithistoriker in der DDR. Er war Präsident der Historiker-Gesellschaft der DDR.

## Leben
Die Eltern waren Lehrer. Schilfert legte 1937 sein Abitur in Königsberg ab. Danach war er beim Reichsarbeitsdienst. Er studierte zwischen 1937 und 1939 Geschichte, Deutsch und Latein an der Universität Königsberg und der Hochschule für Lehrerbildung in Hirschberg. Zwischen 1939 und 1945 war er Soldat und war 1945 kurz in Kriegsgefangenschaft.
Schilfert wurde nach dem Krieg Mitglied der KPD und 1946 der SED. Zwischen 1946 und 1948 studierte er Geschichte, Soziologie und Philosophie in Halle an der Saale. Bereits in dieser Zeit war er nebenamtlich Dozent an der Vorstudienanstalt in Halle. Das Studium schloss er mit einer Promotion über die Schrift von Friedrich Engels zum Deutschen Bauernkrieg ab.
Danach arbeitete er bis 1951 als Assistent an der Universität Halle. Im Jahr 1951 habilitierte er sich mit einer Arbeit über die Revolution von 1848/1849. Zur ideologischen Schulung nahm er an einem Dozentenlehrgang an der Parteihochschule Karl Marx teil.
Nach einer kurzen Zeit als Dozent an der Universität Rostock wurde er 1952 Professor an der Humboldt-Universität in Berlin. Diese Position, seit 1956 als ordentlicher Professor, behielt er bis zu seiner Emeritierung 1982.
Seit 1952 war er Direktor des Instituts für allgemeine Geschichte. Zwischen 1952 und 1963 war er Leiter der Fachrichtung Geschichte der philosophischen Fakultät. Er war 1957 außerdem als Gastprofessor Direktor des historischen Instituts der Universität Greifswald.
Zwischen 1952 und 1968 war Schilfert Mitglied des wissenschaftlichen Beirats für Geschichte beim Staatssekretariat für Hochschulwesen. Von 1963 bis 1963 war er auch Mitglied des wissenschaftlichen Beirats der geschichtlichen Lehrstühle des Instituts für Gesellschaftswissenschaften beim ZK der SED. Außerdem war er zwischen 1956 und 1970 Mitglied im Präsidium der Urania. Er gehörte als Vorsitzender der Mitglieder aus der DDR der Historikerkommission Polen-DDR an.
Schilfert war zwischen 1965 und 1968 Präsident der Deutschen Historiker-Gesellschaft. Er war zwischen 1956 und 1990 Mitglied des Redaktionskollegiums der Zeitschrift für Geschichtswissenschaft. Seit 1960 war er Mitglied der internationalen Kommission für die Geschichte des Ständewesens und des Parlamentarismus.

## Wirken
Schilfert gehört zur ersten Generation von Historikern, die einen Großteil ihrer Ausbildung in der SBZ beziehungsweise der DDR erhalten hatten. Seine wissenschaftlichen Schwerpunkte waren die deutsche Geschichte in der Neuzeit, die Geschichte der Revolutionen in Westeuropa und Amerika sowie die Geschichte und Theorie der Geschichtswissenschaften.
Er äußerte sich auch vielfach in geschichts- oder wissenschaftspolitischen Fragen stets im Sinne der SED. Als es 1948 zu heftiger Kritik an einem Buch von Alfred Meusel zur Revolution von 1848 wegen schwerer wissenschaftlicher Mängel bis hin zu Plagiatsvorwürfen kam, meinte Schilfert: „Bürgerliche Theorien müssen wir entlarven und zerschlagen, wo wir sie treffen.“ Als es Ende der 1950er Jahre zu Angriffen auf Jürgen Kuczynski kam, gehörte Schilfert zu dessen schärfsten Kritikern und warf ihm eine bedenkliche Ähnlichkeit der Auffassungen gegenüber den profaschistischen Soziologen vor.
Im Jahr 1952 berief ihn das ZK der SED in ein Autorenkollektiv zur Erarbeitung eines Lehrbuchs zur deutschen Geschichte auf marxistisch-leninistischer Grundlage. Er veröffentlichte in diesem Zusammenhang den Band Deutschland von 1648 bis 1789. Darin legte er unter anderem die erste marxistische Darstellung der brandenburgisch-preußischen Geschichte in der DDR vor. Sein Urteil über Friedrich den Großen fiel dabei insgesamt negativ aus, weil dieser eine antinationale Politik betrieben habe. Hinsichtlich der Aufklärung vereinfachte er deren Vielgestaltigkeit in Deutschland und postulierte eine bürgerliche und eine unterbürgerliche Richtung. Dabei würden diese sich in ihrem Verhältnis zum Idealismus und Materialismus unterscheiden. In verschiedenen Schriften widmete er sich der englischen Revolution des 17. Jahrhunderts. Er geht dabei vom marxistischen Standpunkt einer fortgeschrittenen englischen Gesellschaft aus, an die das ökonomisch zurückgebliebene Deutschland nicht direkt anknüpfen konnte. Langfristig hätte die englische Revolution aber eine Vorbildfunktion für das deutsche Bürgertum gehabt.
In den 1960er Jahren stellte er Überlegungen zu einer Methodologie einer marxistischen Geschichtswissenschaft an. Diese beinhaltet: 
1. die Lehre von den Verfahren, die Bestandteile des historischen Materialismus, der Erkenntnistheorie und der Logik sind,
2. die Lehre von den Verfahren, die einzelwissenschaftlicher Herkunft sind, sowie
3. die Lehren, die als spezifisch historisch anzusehen sind.

Gegenüber etwa dem Soziologen Günter Heyden verteidigte er seine Auffassung von der Vorrangstellung der Geschichtswissenschaft innerhalb der Gesellschaftswissenschaften.

## Schriften (Auswahl)
- Sieg und Niederlage des demokratischen Wahlrechts in der deutschen Revolution 1848/1849. Berlin 1952.
- Lehrbuch der deutschen Geschichte (Beiträge). Teil 4: Deutschland von 1648 bis 1789 – Vom Westfälischen Frieden bis zum Ausbruch der Französischen Revolution. Berlin 1959, 3. Aufl. 1975.
- Die englische Revolution 1640–1649. Berlin 1989.